# 臺灣胖筒金花蟲
臺灣胖筒金花蟲（学名：Adiscus taiwanus）为金花蟲科胖筒金花蟲屬下的一个种。